# Allium autumniflorum
Allium autumniflorum är en amaryllisväxtart som beskrevs av Furkat Orunbaevich Khassanov och Akhani. Allium autumniflorum ingår i släktet lökar, och familjen amaryllisväxter.
Artens utbredningsområde är Iran. Inga underarter finns listade i Catalogue of Life.